# Oš Oezbek Muziek- en Dramatheater vernoemd naar Babur
Oš State Academic Uzbek Musical en Drama Theatre genoemd naar Babur (Russisch: Ошский Государственный академический узбекский музыкально-драматический театр имени Бабура) is het oudste professionele theater in Kirgizië, het op een na oudste theater in Centraal-Azië.

## Verhaal
In 1914 richtte Baltykhodzhoy Sultanov onder leiding van Rahmonberdi Madazimov, samen met de leraar van de Russisch-inheemse school van Oš, een theatergroep op.
De eerste artistiek leider van de theatergroep Madazimov Rahmonberdi was de oprichter en organisator van de theatrale beweging in Kirgizië.
Het Babur-theater in Oš is het oudste theater in Centraal-Azië, na het Oezbeekse National Academic Drama Theatre, vernoemd naar Hamza in Tasjkent (opgericht in 1913-27 februari 1914).